# 마드리드 지하철 7호선

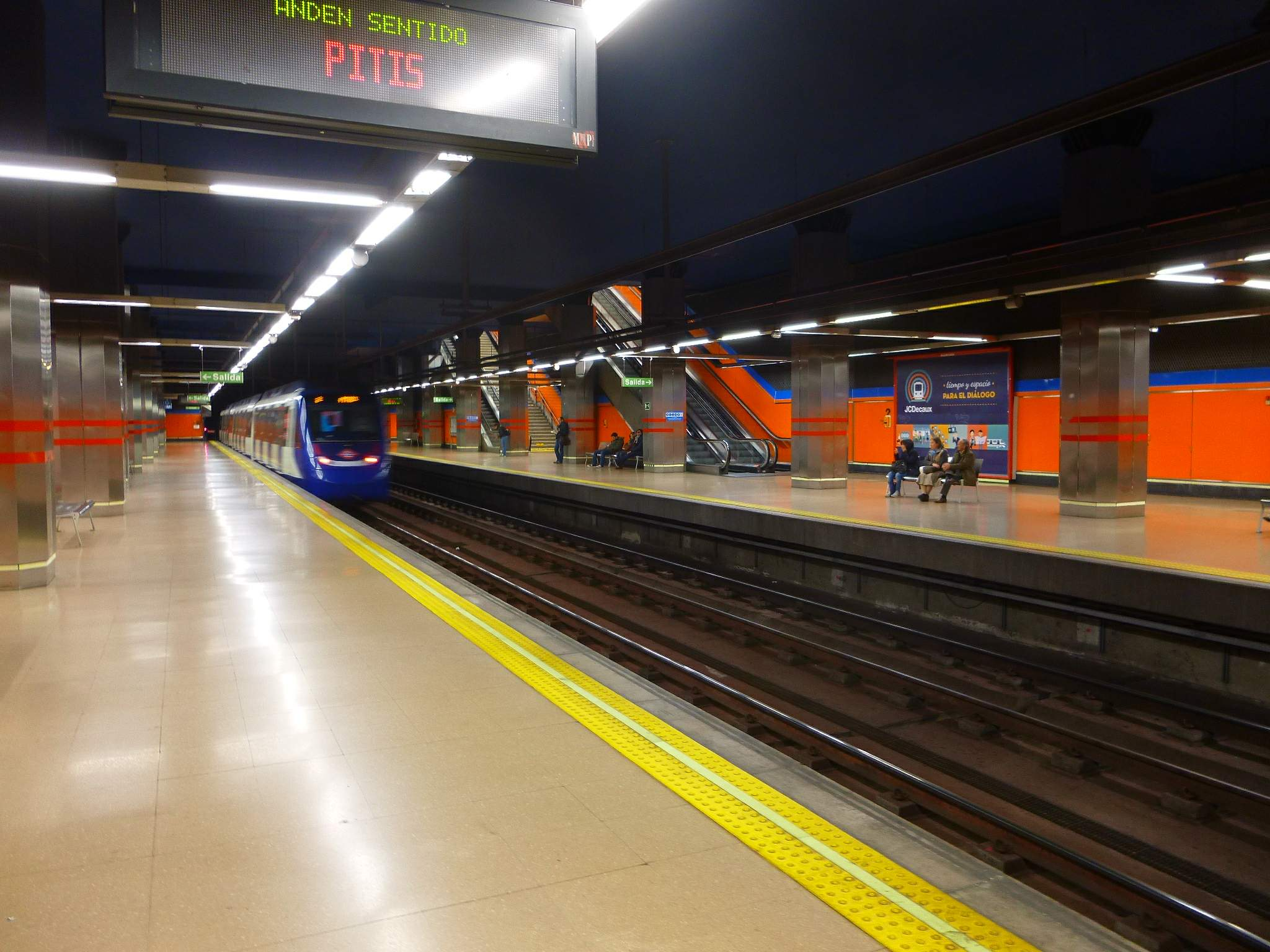
7호선의 이슬라스 필리피나스 역

마드리드 지하철 7호선(línea 7)은 스페인 마드리드 지하철의 노선 중 하나로, 마드리드 북서부에서 동쪽 끝 너머 코슬라다와 산페르난도데에나레스까지 잇는 노선이다. 피티스 역에서 오스피탈 델 에나레스 역까지 총 30개 역이 영업 중이며 각 역당 승강장 길이는 115m에 달한다. 총길이는 32.919km이며 광궤 철로가 깔려 있다. 역간의 평균 거리는 1.09km이다.
7호선은 하나의 이름으로 불리지만 실제로는 두 개의 구간으로 나뉜다. 하나는 본선에 해당되는 구간으로 피티스 역에서 에스타디오 메트로폴리타노 역까지의 구간이며, 다른 하나는 거기서부터 오스피탈 델 에나레스 역까지의 구간이다. 에스타디오 메트로폴리타노 역에서 오스피탈 델 에나레스 방면으로 계속 가려면 무조건 열차를 갈아타야 한다. 이는 9호선의 푸에르타 데 아르간다 역, 10호선의 트레스 올리보스 역과 마찬가지다.
2018년 6월 16일부터 9월까지 에스타디오 메트로폴리타노 - 오스피탈 델 에나레스 구간이 임시운행을 중단한다. 이에 따라 해당 구간을 운행하는 무료버스 노선 (SE7)이 대체 투입되어 운영되고 있다.

## 역사
1974년 7월 17일 푸에블로 누에보-라스 무사스 구간 개통과 함께 처음으로 운행에 들어갔다. 1975년 5월 17일에는 푸에블로 누에보에서 아베니다 데 아메리카 역까지 연장되었다. 아베니다 데 아메리카까지 이어진 뒤에는 한동안 연장공사를 진행하지 않았는데 이 때문에 7호선의 이용률은 매우 저조했다.
이후 1998년부터 1999년까지 네 차례에 걸쳐 7호선을 피티스 역까지 연장 개통하면서 승객 수요가 비로소 늘게 되었다. 다만 피티스 역은 주변 지역이 한적한 마을이고, 주된 존립 목적도 렌페 노선과의 연계뿐이기 때문에 마드리드 지하철에서 유일하게 영업 개시 시간대를 제한 운영하고 있는 곳이기도 하다. 이 때문에 대부분의 7호선 열차는 피티스 역까지 완행하지 않고 라코마 역까지만 운행한다. 라코마 역과 피티스 역 사이에는 아로요 델 프레스노 역이란 중간역이 지어져 있지만 주변 지역이 전혀 개발되지 않은 탓에 정식 영업에 들어가지는 못했다. 다만 차후 영업 개시를 위해 준비중에 있는 상태다.
2007년 5월 4일에는 라스 무사스 역에서 코슬라다와 산페르난도 마을 일대까지 연장되어 오스피탈 델 에나레스 역까지의 구간이 개통되었다. 이때부터 에스타디오 메트로폴리타노 역에서 코슬라다와 산페르나르도까지 향하려면 열차를 갈아타야 하는 절차가 생겼고, 이 때문에 여기서부터의 구간은 지선으로 취급해 7B선이라고 부르기도 한다.

## 환승 정보
7호선과 환승되는 노선은 다음과 같다.
- 2호선 - 카날 역
- 4호선 - 아베니다 데 아메리카 역
- 5호선 - 푸에블로 누에보 역

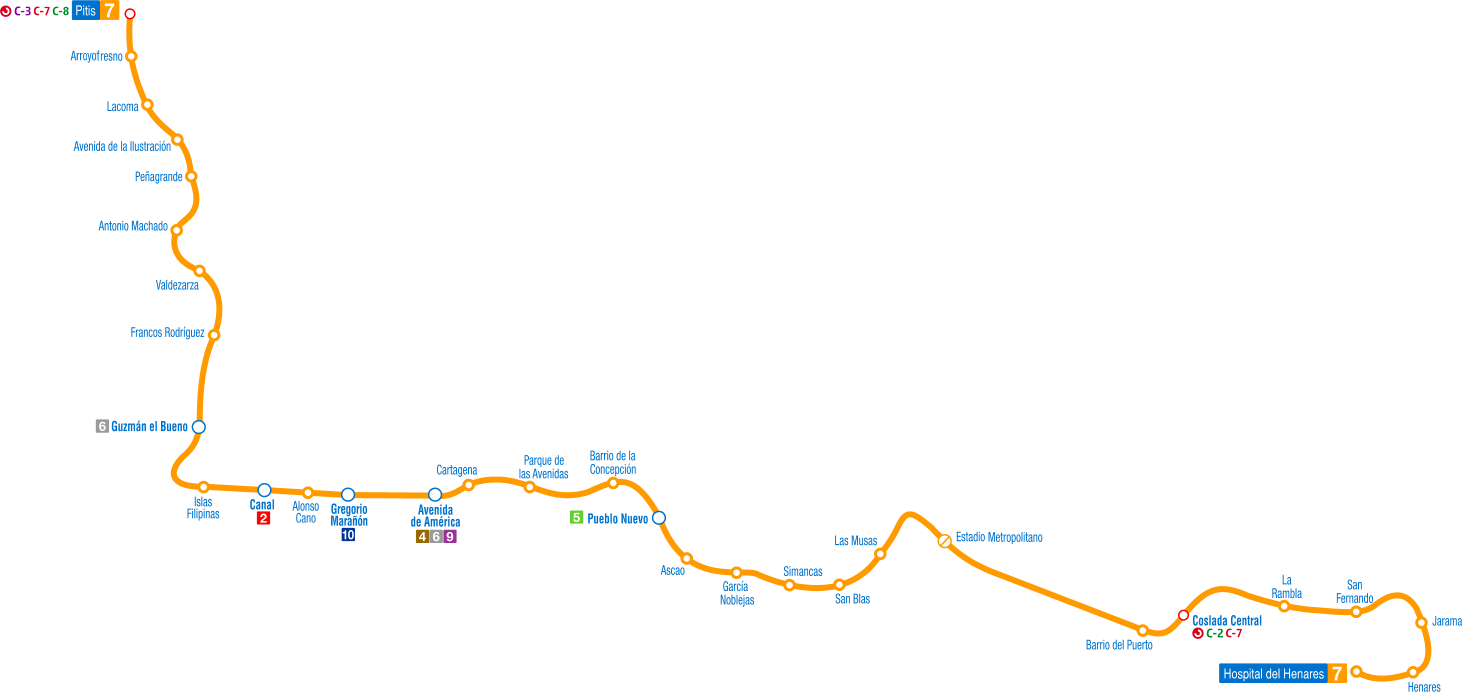
7호선 노선도

- 6호선 - 아베니다 데 아메리카 역, 구스만 엘 부에노 역
- 9호선 - 아베니다 데 아메리카 역
- 10호선 - 그레고리오 마라뇬 역
- 세르카니아스 마드리드 - 피티스 역, 코슬라다 센트랄 역

이밖에도 아베니다 데 아메리카 역, 가르시아 노블레하스 역, 그리고 에스타디오 메트로폴리타노 역-오스피탈 델 에나레스 역 구간내 모든 역에서는 마드리드 시외버스 노선이 다니는 정류장이 있다.

## 같이 보기
- 마드리드 지하철